# Gare de Moosch
Gare de Moosch vasútállomás Franciaországban, Moosch településen.

## Vasútvonalak
Az állomást az alábbi vasútvonalak érintik:
- Lutterbach-Kruth-vasútvonal

## Kapcsolódó állomások
A vasútállomáshoz az alábbi állomások vannak a legközelebb:
- Gare de Saint-Amarin
- Gare de Willer-sur-Thur